# In This Skin
In This Skin è il terzo album della cantante pop americana Jessica Simpson.

## Tracce
1. Sweetest Sin
2. With You
3. My Way Home
4. I Have Loved You
5. Forbidden Fruit
6. Everyday See You
7. Underneath
8. You Don't Have to Let Go
9. Loving You
10. In This Skin
11. Be